# Episodi di Robin Hood (serie televisiva 1955) (seconda stagione)
La seconda stagione della serie televisiva Robin Hood è andata in onda nel Regno Unito dal 1º ottobre 1956 al 24 giugno 1957 sulla Independent Television.
| nº | Titolo originale             | Prima TV UK      | Titolo italiano | Prima TV Italia |
| -- | ---------------------------- | ---------------- | --------------- | --------------- |
| 1  | A Village Wooing             | 1º ottobre 1956  |                 |                 |
| 2  | The Scientist                | 8 ottobre 1956   |                 |                 |
| 3  | Blackmail                    | 15 ottobre 1956  |                 |                 |
| 4  | A Year and a Day             | 22 ottobre 1956  |                 |                 |
| 5  | The Goldmaker                | 29 ottobre 1956  |                 |                 |
| 6  | The Imposters                | 5 novembre 1956  |                 |                 |
| 7  | Ransom                       | 12 novembre 1956 |                 |                 |
| 8  | Isabella                     | 19 novembre 1956 |                 |                 |
| 9  | The Hero                     | 26 novembre 1956 |                 |                 |
| 10 | The Haunted Mill             | 3 dicembre 1956  |                 |                 |
| 11 | The Black Patch              | 10 dicembre 1956 |                 |                 |
| 12 | Outlaw Money                 | 17 dicembre 1956 |                 |                 |
| 13 | The Friar's Pilgrimage       | 24 dicembre 1956 |                 |                 |
| 14 | The Trap                     | 31 dicembre 1956 |                 |                 |
| 15 | Hubert                       | 7 gennaio 1957   |                 |                 |
| 16 | The Dream                    | 14 gennaio 1957  |                 |                 |
| 17 | The Blackbird                | 21 gennaio 1957  |                 |                 |
| 18 | The Shell Game               | 28 gennaio 1957  |                 |                 |
| 19 | The Final Tax                | 4 febbraio 1957  |                 |                 |
| 20 | The Ambush                   | 11 febbraio 1957 |                 |                 |
| 21 | The Bandit of Brittany       | 18 febbraio 1957 |                 |                 |
| 22 | The Goldmaker's Return       | 25 febbraio 1957 |                 |                 |
| 23 | Flight From France           | 4 marzo 1957     |                 |                 |
| 24 | The Secret Pool              | 11 maggio 1957   |                 |                 |
| 25 | Fair Play                    | 18 marzo 1957    |                 |                 |
| 26 | The Dowry                    | 25 marzo 1957    |                 |                 |
| 27 | The York Treasure            | 1º aprile 1957   |                 |                 |
| 28 | The Borrowed Baby            | 8 aprile 1957    |                 |                 |
| 29 | The Black Five               | 15 aprile 1957   |                 |                 |
| 30 | Food for Thought             | 22 aprile 1957   |                 |                 |
| 31 | Too Many Earls               | 29 aprile 1957   |                 |                 |
| 32 | Highland Fling               | 6 maggio 1957    |                 |                 |
| 33 | The Mystery of Ireland's Eye | 13 maggio 1957   |                 |                 |
| 34 | The Little People            | 20 maggio 1957   |                 |                 |
| 35 | The Infidel                  | 27 maggio 1957   |                 |                 |
| 36 | The Frightened Tailor        | 3 giugno 1957    |                 |                 |
| 37 | The Path of True Love        | 10 giugno 1957   |                 |                 |
| 38 | The Road in the Air          | 17 giugno 1957   |                 |                 |
| 39 | Carlotta                     | 24 giugno 1957   |                 |                 |

## The Scientist
- Prima televisiva: 8 ottobre 1956
- Diretto da: Terry Bishop
- Scritto da: Neil R. Collins

### Trama
- Guest star: Paul Hansard (Gervaise), Miles Malleson (Albertus), Paul Hansard Gervaise Willoughby Gray (Roger of Danby), Andrew Crawford (Hugh), Charles Lloyd Pack (Abbot), Peter Bennett (bibliotecario), Edward Mulhare (1st soldier)

## Blackmail
- Prima televisiva: 15 ottobre 1956
- Diretto da: Bernard Knowles
- Scritto da: Paul Symonds

### Trama
- Guest star: Anthony Dawson (Lucas), Shaun O'Riordan (guardia), Patricia Burke (Lady Lincoln), Willoughby Gray (Bafe), Paul Hansard (Lescaux), Peter Bennett (Steward), Edward Mulhare (Ulf)

## A Year and a Day
- Prima televisiva: 22 ottobre 1956
- Diretto da: Bernard Knowles
- Scritto da: Neil R. Collins

### Trama
- Guest star: Amanda Coxell (Child), Martin Lane (Lord Quincey), Willoughby Gray (Tinker), Victor Woolf (impiegato), Dervis Ward (Ben), Paul Hansard (constable), Peter Bennett (avvocato)

## The Goldmaker
- Prima televisiva: 29 ottobre 1956
- Diretto da: Terry Bishop
- Scritto da: Paul Symonds

### Trama
- Guest star: Shaun O'Riordan (Will), Anthony Baird (tenente), Victor Woolf (Goldsmith), Paul Hansard (Ned), Peter Bennett (Mercer), Edward Mulhare (Man-at-arms)

## The Imposters
- Prima televisiva: 5 novembre 1956
- Diretto da: Lindsay Anderson
- Scritto da: Norman Best

### Trama
- Guest star: Martin Lane (Tom), Shaun O'Riordan (Quentin), Victor Woolf (Notarius), Nigel Green (Prival), Paul Hansard (Rolf), Jack Melford (Lord Pomfret), Edward Mulhare (Le Blond)

## Ransom
- Prima televisiva: 12 novembre 1956
- Diretto da: Terence Fisher
- Scritto da: John Dyson

### Trama
- Guest star: Philip Ashley (Count of Severne), Martin Lane (Seneschal), Peter Bennett (Edwin), Robert Raglan (Count Beaumont), Edward Mulhare (tenente)

## Isabella
- Prima televisiva: 19 novembre 1956
- Diretto da: Lindsay Anderson
- Scritto da: Neil R. Collins

### Trama
- Guest star: Howard Lang (Landlord), Alan Edwards (Pembroke), Helen Cherry (principessa Avice), Martin Lane (Sir Damon), Shaun O'Riordan (Page), Brandon Brady (Will), Peter Bennett (Tavern keeper), Donald Pleasence (Prince John)

## The Hero
- Prima televisiva: 26 novembre 1956
- Diretto da: Terence Fisher
- Scritto da: John Dyson

### Trama
- Guest star: Mona Lilian (moglie di Woodman), Susan Richmond (Mother Agnes), Martin Lane (2nd man-at-arms), Shaun O'Riordan (Jack), Victor Woolf (1st villager), Ralph Michael (Montfitchet), Peter Bennett (Woodman), John Dearth (Sorrel), Paul Eddington (2nd villager)

## The Haunted Mill
- Prima televisiva: 3 dicembre 1956
- Diretto da: Lindsay Anderson
- Scritto da: Paul Symonds

### Trama
- Guest star: John Schlesinger (Hale), Martin Lane (Page), Shaun O'Riordan (Seneschal), Victor Woolf (Abbot of Whitby), Peter Bennett (Edward), Edward Mulhare (barone Mornay)

## The Black Patch
- Prima televisiva: 10 dicembre 1956
- Diretto da: Terry Bishop
- Scritto da: John Dyson

### Trama
- Guest star: Diana Beaumont (Lady Beth), Gwenda Williams (Agnes), Colin Croft (Fitzrobert), Martin Lane (sceriffo's captain), Shaun O'Riordan (tenente), Victor Woolf (Sir Henry Beaulieu), Bernard Bresslaw (Sir Dunstan's captain), Peter Bennett (Eldred), Edward Mulhare (Steward)

## Outlaw Money
- Prima televisiva: 17 dicembre 1956
- Diretto da: Terry Bishop
- Scritto da: John Dyson

### Trama
- Guest star: Elster Kay (Marketmaster), Richard Pascoe (Rufus), Martin Lane (sceriffo's lieutenant), Shaun O'Riordan (Quentin), Walter Horsburgh (Bishop), Leonard Sachs (Minter), Paul Eddington (Count William)

## The Friar's Pilgrimage
- Prima televisiva: 24 dicembre 1956
- Diretto da: Arthur Crabtree
- Scritto da: Peter Key

### Trama
- Guest star: Mark Hashfield (2nd soldier), Peter Retey (1st soldier), Maureen Davis (Alice), Shaun O'Riordan (Edward), Dervis Ward (Blacksmith), Paul Eddington (Count Duprez), Patrick Troughton (constable)

## The Trap
- Prima televisiva: 31 dicembre 1956
- Diretto da: Terry Bishop
- Scritto da: Charles Early

### Trama
- Guest star: Helen Forest (Helen), Shaun O'Riordan (Archer), Alastair Hunter (Monk), Andrew Downie (Tom O'Gaunt), Peter Bennett (Eldred), George Murcell (sceriffo's guard), Michael Collins (Man-at-arms), Edward Mulhare (Foppish lord)

## Hubert
- Prima televisiva: 7 gennaio 1957
- Diretto da: Terence Fisher
- Scritto da: Ralph Smart, Anne Rodney

### Trama
- Guest star: Graham Crowden (Friar Dennis), Richard Pascoe (De Vere), Martin Lane (Seneschal), Shaun O'Riordan (1st groom), William Mervyn (Thomas), William Greene (Sir Hubert), Paul Eddington (Sir Walter), Sidney Vivian (De Vere's cook)

## The Dream
- Prima televisiva: 14 gennaio 1957
- Diretto da: Terence Fisher
- Scritto da: Anne Rodney

### Trama
- Guest star: Patrick Troughton (Sir Walter Fitzwilliamer), Shaun O'Riordan (marinaio), Marie Burke (Nanny), Paul Eddington (Look-out)

## The Blackbird
- Prima televisiva: 21 gennaio 1957
- Diretto da: Terence Fisher
- Scritto da: Francis Nesbitt

### Trama
- Guest star: Patrick Troughton (Seneschal), Bernard Goldman (secondino), Fred Goddard (sergente), Shaun O'Riordan (Quentin), Walter Horsburgh (Bishop), Paul Eddington (Man-at-arms)

## The Shell Game
- Prima televisiva: 28 gennaio 1957
- Diretto da: Terry Bishop
- Scritto da: Anne Rodney

### Trama
- Guest star: Myrtle Reed (April), Irene Handl (Polly), Sylvia Kay (Barmaid), Paul Eddington (Sad Simon), Conrad Phillips (soldato), Patrick Troughton (Traveller)

## The Final Tax
- Prima televisiva: 4 febbraio 1957
- Diretto da: Terry Bishop
- Scritto da: Paul Symonds

### Trama
- Guest star: Wilfrid Brambell (Ned), Jefferson Clifford (Retainer), Barry Fennell (Simon), Fred Goddard (Tom Joyner), Alan Edwards (Reeve), Patricia Burke (Donia), Dennis Edwards (ufficiale pubblico)

## The Ambush
- Prima televisiva: 11 febbraio 1957
- Diretto da: Lindsay Anderson
- Scritto da: Ralph Smart, Ernest Borneman

### Trama
- Guest star: Martin Lane (Spy), Shaun O'Riordan (Prince John's captain), Peter Asher (Prince Arthur), Dorothy Alison (Duchess Constance), Peter Bennett (Edwin), Edward Mulhare (Courtier)

## The Bandit of Brittany
- Prima televisiva: 18 febbraio 1957
- Diretto da: Terry Bishop
- Scritto da: Milton S. Schlesinger

### Trama
- Guest star: Patrick Bedford (guardia), Shaun O'Riordan (Blind man), Peter Asher (Prince Arthur), Dorothy Alison (Duchess Constance), Tony Thawnton (Cressy), Charles Farrell (Warden), Paul Eddington (Leborgue), Patrick Troughton (Raoul)

## The Goldmaker's Return
- Prima televisiva: 25 febbraio 1957
- Diretto da: Terry Bishop
- Scritto da: Alan Moreland

### Trama
- Guest star: Alan Edwards (Howard), Tony Thawnton (Will), Bryan Coleman (Sir Peter), Terry Yorke (guardia), Paul Eddington (Sir Paul)

## Flight From France
- Prima televisiva: 4 marzo 1957
- Diretto da: Terry Bishop
- Scritto da: Milton S. Schlesinger

### Trama
- Guest star: Edmund Warwick (servo), Alan Edwards (Sir Roderick Gascon), Michael Barrington (Emile), Bryan Coleman (Fat duke), Roy Russell (Old duke), Alec Mango (Duc de Mirancy), Paul Eddington (Duc de Guise)

## The Secret Pool
- Prima televisiva: 11 maggio 1957
- Diretto da: Don Chaffey
- Scritto da: John Dyson

### Trama
- Guest star: Basil Beale (Man-at-arms), Alan Edwards (Howard), Victor Woolf (Warden), Paul Eddington (henry)

## Fair Play
- Prima televisiva: 18 marzo 1957
- Diretto da: Terry Bishop
- Scritto da: Sidney Wells

### Trama
- Guest star: The Volants (The Flying Four), Selma vaz Dias (Mme Zsa Zsa), Robert Raikes (Harry), Colin Broadley (Owen), Isobel Greig (Agatha), Alan Edwards (Quentin), Tony Thawnton (Will), Paul Eddington (Tom)

## The Dowry
- Prima televisiva: 25 marzo 1957
- Diretto da: Anthony Squire
- Scritto da: Neil R. Collins

### Trama
- Guest star: Edmund Warwick (Man-at-arms), John Schlesinger (Alan-a-Dale), William Mervyn (Judd), Paul Eddington (Sir Harold)

## The York Treasure
- Prima televisiva: 1º aprile 1957
- Diretto da: Terry Bishop
- Scritto da: Clare Thorne

### Trama
- Guest star: Desmond Roberts (Large Man), Emrys Leyshon (Alfred), Karel Štěpánek (Joseph of Cordoba), Edmund Warwick (Drinker), Wilfrid Brambell (Fisherman), Allan Cuthbertson (Malbete), Paul Eddington (Aaron)

## The Borrowed Baby
- Prima televisiva: 8 aprile 1957
- Diretto da: Don Chaffey
- Scritto da: Aileen Hamilton

### Trama
- Guest star: Dorothy Gordon (Kate), Graham Stewart (Giles), Sylvia Kay (Alison), Paul Eddington (Man-at-arms)

## The Black Five
- Prima televisiva: 15 aprile 1957
- Diretto da: Anthony Squire
- Scritto da: Michael Connor

### Trama
- Guest star: Peter Retey (tenente dello sceriffo), Peter Welch (ferito), Graham Stewart (messaggero), Dennis Edwards (siniscalco dello sceriffo), Gordon Whiting (soldato), Manning Wilson (siniscalco di Moreville)

## Food for Thought
- Prima televisiva: 22 aprile 1957
- Diretto da: Sidney Cole
- Scritto da: Sidney Wells

### Trama
- Guest star: Emrys Leyshon (Master Weylin), Graham Stewart (Scullion), Dervis Ward (abitante del villaggio), Charles Lloyd Pack (Maurice), Duncan Lamont (Tom Barker), Patrick Troughton (Seneschal), Meredith Edwards (Sam Ludlow)

## Too Many Earls
- Prima televisiva: 29 aprile 1957
- Diretto da: Robert Day
- Scritto da: Milton S. Schlesinger

### Trama
- Guest star: Arthur Lawrence (giudice), Peter Johnson (sceriffo's captain), Peter Welch (sceriffo's servant), Nigel Davenport (Lord Lawrence), Victor Platt (Earl of Northgate), Clive Revill (Horatio)

## Highland Fling
- Prima televisiva: 6 maggio 1957
- Diretto da: Terry Bishop
- Scritto da: Leighton Reynolds

### Trama
- Guest star: Jock McKay (Treasurer), Duncan McIntyre (King William), Hilary Paterson (Meg), Graham Stewart (Malcolm), Victor Woolf (Landlord), Raymond Ray (Hermit), Paul Eddington (barone Mornay), Andrew Faulds (Davy)

## The Mystery of Ireland's Eye
- Prima televisiva: 13 maggio 1957
- Diretto da: Terry Bishop
- Scritto da: James Carhartt, Nicholas Winter

### Trama
- Guest star: Concepta Fennell (Brigid), Jefferson Clifford (Dickon), A. J. Brown (Sir Edward), Graham Stewart (Serf), Ronald Hines (Seaman), Nigel Davenport (capitano), Diarmuid Kelly (Malloy)

## The Little People
- Prima televisiva: 20 maggio 1957
- Diretto da: Don Chaffey
- Scritto da: James Carhartt, Nicholas Winter

### Trama
- Guest star: Claude Kingston (Tim), Carole Lorimer (Deirdre), Peggy Marshall (Maeve Nolan), Colin Broadley (Brian), John Dearth (Hermit), Paul Eddington (Connor)

## The Infidel
- Prima televisiva: 27 maggio 1957
- Diretto da: Terence Fisher
- Scritto da: Basil Dawson, John Dyson

### Trama
- Guest star: Roland Bartrop (padre Justin), Edmund Warwick (Simon), Graham Stewart (William), Noel Coleman (barone Mark), Ronald Hines (Edgar), Alex Scott (Lucas), Nigel Davenport (Sir James)

## The Frightened Tailor
- Prima televisiva: 3 giugno 1957
- Diretto da: Anthony Squire
- Scritto da: Michael Connor

### Trama
- Guest star: David Williams (tenente), Graham Stewart (Waldo), Ronald Hines (Ned Carter), Michael Peake (Seneschal), Nigel Davenport (Sentry)

## The Path of True Love
- Prima televisiva: 10 giugno 1957
- Diretto da: Terence Fisher
- Scritto da: Alan Moreland, Basil Dawson

### Trama
- Guest star: Hal Osmond (Master Ricardo), Graham Stewart (Town crier), Ronald Hines (Hereward), Nigel Davenport (Barty), Max Faulkner (Old Martin)

## The Road in the Air
- Prima televisiva: 17 giugno 1957
- Diretto da: Robert Day
- Scritto da: Carol Warner Gluck, Albert A. Dorner

### Trama
- Guest star: Nigel Davenport (Claud), Ronald Hines (Notary), Graham Stewart (Andrew), Arthur Skinner (Hugh)

## Carlotta
- Prima televisiva: 24 giugno 1957
- Diretto da: Anthony Squire
- Scritto da: Basil Dawson, Michael Connor

### Trama
- Guest star: Terry Yorke (Man-at-arms), Ronald Hines (fuorilegge), Max Faulkner (tenente dello sceriffo)